# Eclissi solare del 1º maggio 2079
L'Eclissi solare del 1º maggio 2079, di tipo totale, è un evento astronomico che avrà luogo il suddetto giorno con centralità attorno alle ore 10:50 UTC.
L'eclissi avrà un'ampiezza massima di 406 chilometri e una durata di 2 minuti e 55 secondi, sarà visibile ampiamente sul mare e può essere vista in sequenza nelle seguenti territori: Pennsylvania, New York, Connecticut, Massachusetts, Vermont, New Hampshire, Maine, Nuova Scozia, New Brunswick, Isola del Principe Edoardo, Terranova e Labrador, Quebec, Groenlandia e Nunavut. 
Il punto di massima totalità sarà in Groenlandia.

## Eclissi correlate

### Eclissi solari 2076-2079
Questa eclissi è un membro di una serie semestrale. Un'eclissi in una serie semestrale di eclissi solari si ripete approssimativamente ogni 177 giorni e 4 ore (un semestre) in nodi alternati dell'orbita della Luna.

### Ciclo di Saros 149
L'evento fa parte del ciclo di Saros 149, che si ripete ogni circa 18 anni e 11 giorni, contiene 71 eventi. La serie è iniziata con un'eclissi solare parziale il 21 agosto 1664. Ha eclissi totali dal 9 aprile 2043 al 2 ottobre 2331. La serie termina al membro 71 con un'eclissi parziale il 28 settembre 2926. L'eclissi totale più lunga sarà il 17 luglio 2205, a 4 minuti e 10 secondi.